# Процес Паркса
Процес Паркса — пірометалургійний промисловий процес для відділення срібла зі свинцю під час виробництва злитків. Є прикладом рідинно-рідинної екстракції, переходу одного металу в інший у рідкій фазі.
Процес використовує дві властивості цинку в рідкому стані. Перший полягає в тому, що цинк не змішується зі свинцем, а інший полягає в тому, що срібло в 3000 разів більш розчинне в цинку, ніж у свинці. Коли цинк додається до рідкого свинцю, який містить срібло як домішку, срібло переважно мігрує в цинк. Оскільки цинк не змішується зі свинцем, він залишається в окремому шарі і легко видаляється. Розчин цинку та срібла потім нагрівають, поки цинк не випарується, залишаючи майже чисте срібло. Якщо золото присутнє в рідкому свинці, його також можна видалити та виділити за допомогою того самого процесу.
Процес  був запатентований Олександром Парксом у 1850 році. У 1852 році Паркс отримав ще два патенти.
Процес Паркса не був прийнятий у Сполучених Штатах через низьке місцеве виробництво свинцю.